# Kazuhiro Fujita
Kazuhiro Fujita (藤田 和日郎 Fujita Kazuhiro?) es mangaka japonés. Nació el día 24 de mayo de 1964 en la ciudad Asahikawa, Hokkaidō de Japón. Kazuiro se graduó de la universidad Nihon. Hizo su debut profesional en el año 1989 en la revista Shōnen Sunday. Su trabajo más popular es Ushio to Tora, con lo cual obtuvo el premio Shōgakukan en el año 1992 en la categoría shōnen. Con el mismo manga, obtuvo más tarde el premio Seiun Award en el año 1997.

## Trabajos
- Ushio to Tora 1990-1996, 33 volúmenes, Sunday
- Karakuri Circus 1997-2006, 43 volúmenes, Sunday
- Yoru no Uta (colección de historietas cortas entre los años 1988-1994)
- Ayatsuki no Ura (colección de historietas cortas entre los años 1996-2003)
- Jagan wa Gachirin ni Tobu, 2007, Big Comic Spirits
- The Black Museum: Springald, 2007, Morning[2]

## Anime
- Ushio to Tora, 10 episodios de OVA salidos a partir del 1992 hasta el 1993
- Ushio to Tora (TV), Serie de dos temporadas a modo de adaptación completa emitida en el año 2015
- Karakuri Circus, publicado comercialmente en Shōnen Sunday
- Karakuri no Kimi, un episodio de OVA - más conocido en inglés como Puppet Princess
- karakuri circus, consta de 36 episodios emitido en el año 2018 y finalizado en 2019

## Maestros
Son las personas quienes enseñaron sus técnicas de dibujo a Kazuhiro. Kazuhiro posee influencias de ellos.
- Fujihiko Hosono
- Asari Yoshito

## Asistentes
Estas personas son quienes han trabajado con Kazuhiro. Algunos son sus ayudantes como es el caso de Nobuyuki Anzai.
- Nobuyuki Anzai
- Kazurou Inoue
- Yukio Katayama
- Tatsuya Kaneda
- Makoto Raiku